# Amphalius clarus
Amphalius clarus är en loppart som först beskrevs av Jordan et Rothschild 1922.  Amphalius clarus ingår i släktet Amphalius och familjen fågelloppor.

## Underarter
Arten delas in i följande underarter:
- A. c. clarus
- A. c. kunlunensis